# Major István (politikus)
Major István (Verebély, 1887. december 13. – Pozsony, 1963. szeptember 19.) tanár, kommunista politikus, diplomata, magyarországi csehszlovák nagykövet, a Ľudový denník, Népszava, Szántó-Vető és a pozsonyi Pravda szerkesztője.

## Élete
Előbb Verebélyen tanult, majd a modori tanítóképzőn végzett, majd Nagykéren, Nevigyénben, Özdögén és 1913-tól Nagyhinden tanított. 1920-tól csatlakozott a formálódó kommunista mozgalomhoz. 1921 elején a csehszlovákiai Népszava hetilap szerkesztője lett, s a szlovákiai kommunista mozgalom egyik meghatározó alakjává vált.
1923-1925 között Pozsony képviselőtestületi tagja, 1925-1929 között a CSKP nemzetgyűlési képviselője volt. 1931-től a CSKP KB tagja, 1930-ban a CSKP össz-szlovákiai titkára. 1931-ben a nemeskosúti sortűz kapcsán indított perben 18 havi fogházbüntetésre ítélték, majd a Ľudový denník (Néplap) lapot szerkesztette. Egy időre a Szovjetunióba távozott. 1935-ben újból nemzetgyűlési képviselővé választották, de mandátumáról lemondott.
1938 őszén Kassán és Tornócon rendezett antifasiszta manifesztációk egyik fő szervezője és szónoka volt. Szlovenszkón 1938 októberében betiltották a Kommunista Pártot, ezért Moszkvába távozott, ahol a Kommunista Internacionálé apparátusában, később a Moszkvai Rádió szlovák adásának szerkesztőjeként dolgozott. 1945 júniusában tért vissza, de magyar nemzetisége miatt nem kapott párttisztséget, így a Pravda nyomdaipari vállalat igazgatója lett egészen 1951-ig. 1948-1954 között nemzetgyűlési képviselő volt, 1949-1954 között a CSKP KB tagja. 1948–1949-ben tagja a szlovák KB mellett működő Magyar Bizottságnak, 1950-1963 között pedig a Szlovák Kommunista Párt Központi Bizottságának a tagja volt. 1951-től 1957-es nyugdíjba vonulásáig Csehszlovákia magyarországi nagykövete.
Az ő közbenjárásának volt köszönhető, hogy Ortutay Gyula 1956-os felvidéki folklórgyűjtésének elveszett hanganyagait a következő évben Ág Tibor és Sima Ferenc részben pótolták.

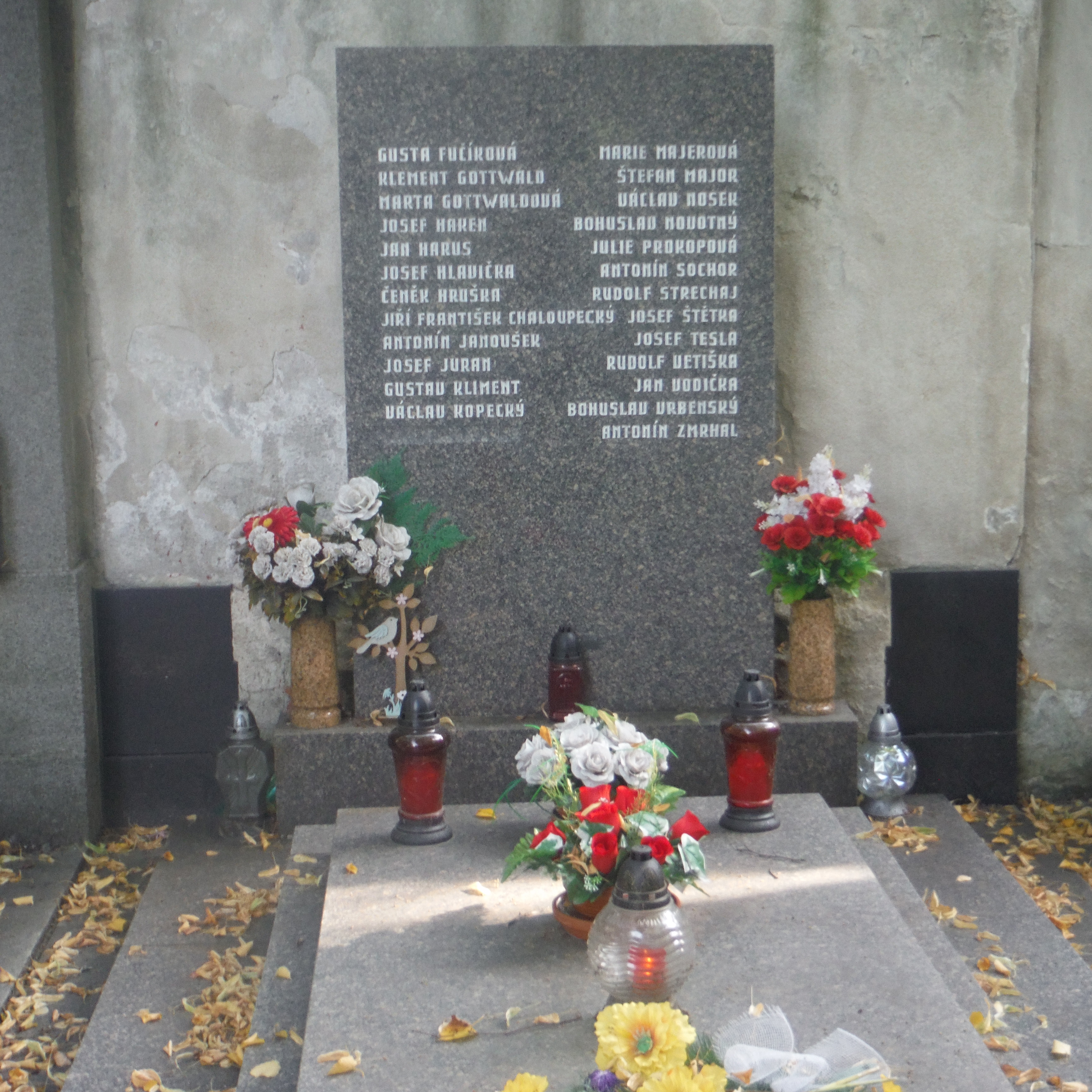
Közös sírban

Prágában nyugszik.

## Elismerései
- Köztársasági Érdemrend (1955)
- Klement Gottwald Érdemrend (1957)